# لورد جيم (فلم 1925)
لورد جيم فيلم دراما أمريكي صامت إنتاج عام 1925. الفيلم من بطولة بيرسي مارمونت، ونووا بيري سينيور، وديوك كاهاناموكو. الفيلم من إخراج فيكتور فليمنغ ويستند إلى رواية عام 1900 لورد جيم للكاتب جوزيف كونراد.

## الحبكة
كما هو موضح في مراجعة إحدى مجلات السينما، جيم مارمونت هو بحار ينضم إلى قبطانٍ جبان وطاقمه يتخلّون عن قاربٍ محمّل بالحجاج المسلمين في طريقهم إلى مكة. كان منوّماً مغناطيسياً إذ تختّلى عن واجبه، لكن التنويم المغناطيسي ليس عذراً في المحكمة الأميرالية ويفقد شهادة زميله لصالحه.
تتبعه وصمة العار إلى أن يرسله تاجر متفهّم إلى مستوطنة ماليزية نائية، حيث تزداد سطوته فيتقاسم السلطة مع ابن الراجا. أما القبطان وطاقمه فيتحولون إلى قراصنة ويقتادون إلى نفس المستوطنة التي أرسل لها جيم مسبقاً. ينظر إليهم جيم بعين الشفقة ما دفعه إلى إطلاق سراحهم، فكان أن قابلوا ذلك بقتل ابن الراجا، يدفع جيم حياته مقابل ذلك.

## الطاقم
- بيرسي مارمونت بدور لورد جيم
- شيرلي ماسون بدور جويل
- نوح بيري سينيور بدور الكابتن براون
- ريمون هاتون بدور كورنيليوس
- جوزيف دولينغ بدور شتاين
- جورج ماغريل بدور دين واريس
- نيك دي رويز بدور سلطان
- جولز كاولز بدور يانكي جو
- ديوك كاهاناموكو بدور تامب إيتام
- إيرني آدامز (ممثل)
- جوزيف دبليو جيرارد
- ويليام هنري

## المحفوظات
يوجد نسخة مطبوعة من فيلم اللورد جيم محفوظة في مكتبة الكونغرس وأرشيف السينما والتلفزيون بجامعة كاليفورنيا.

## وصلات خارجية
- Lord Jim  في قاعدة بيانات الأفلام على الإنترنت (بالإنجليزية)
- Synopsis على موقع أول موفي.
- Lord Jim في قاعدة بيانات تيرنر كلاسيك موفيز للأفلام.
- لورد جيم على فهرس معهد الفيلم الأمريكي
- The AFI Catalog of Feature Films:Lord Jim
- Lobby poster for Lord Jim
- Other movie posters: #1, ..#2